# Acrapex totalba
Acrapex totalba är en fjärilsart som beskrevs av Emilio Berio 1973. Acrapex totalba ingår i släktet Acrapex och familjen nattflyn. Inga underarter finns listade i Catalogue of Life.